# Revoltă

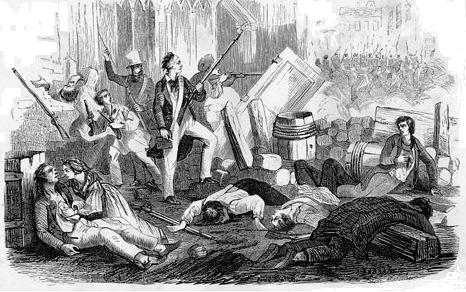
Revolta din Iunie din Paris, 1832

Revolta sau răscoala este o formă deschisă, spontană, neorganizată de rezistență, nesupunere a unor grupuri umane împotriva puterii de stat. Cea mai importantă formă a revoltei este cea armată, participanții la aceasta fiind numiți rebeli. Revolta care implică o mai mare parte a populației este denumită revoltă populară.
Cea mai sângerosă revoltă din istorie a fost revolta Taiping din sudul Chinei, în secolul XIX, care a curmat viața a peste 30 de milioane de oameni.

## Revolte în istorie

### Antichitate
- Revolta Ionică (499 - 493 î.Hr.)
- Revolta lui Spartacus (73 - 71 î.Hr.)
- Revoltele Iudaice (secolele I î.Hr. - II d. Hr.)
- Revolta Batavilor (69 - 70)
- Revolta Nika (532)

### Evul Mediu
- Jacqueria (1358)
- Pragueria (1440)

### Epoca Modernă
- Revolta Taiping (1850 -1864)
- Revolta Sipailor (1857 - 1859)